# گنادی ملکونیان
گنادی ایشخانی ملکونیان (ارمنی: Գենադի Իշխանի Մելքոնյան؛ انگلیسی: Gennadi Melkonyan؛ ۱۲ اوت ۱۹۴۴ – ۳۰ مهٔ ۲۰۰۲) یک کارگردان فیلم، فیلم‌نامه‌نویس، بازیگر اهل ارمنستان بود. وی بین سال‌های ۱۹۷۴ تا ۱۹۸۸ میلادی فعالیت می‌کرد.

## زندگی‌نامه
وی در ۱۲ اوت ۱۹۴۴ در ایروان به دنیا آمد و از آکادمی دولتی هنرهای زیبای ارمنستان (۱۹۶۹) فارغ‌التحصیل گشت. وی همچنین برنده جوایزی همچون [[]] شد. ملکونیان دوست صمیمی میکائیل وارطانوف بود. وی در ۳۰ مهٔ ۲۰۰۲ در سن ۵۷ سالگی در ایروان درگذشت.

## فیلمشناسی
از فیلم‌ها یا برنامه‌های تلویزیونی که وی کارگردانی نموده‌است می‌توان به آخرین یکشنبه (۱۹۸۵) اشاره کرد.

## نگارخانه

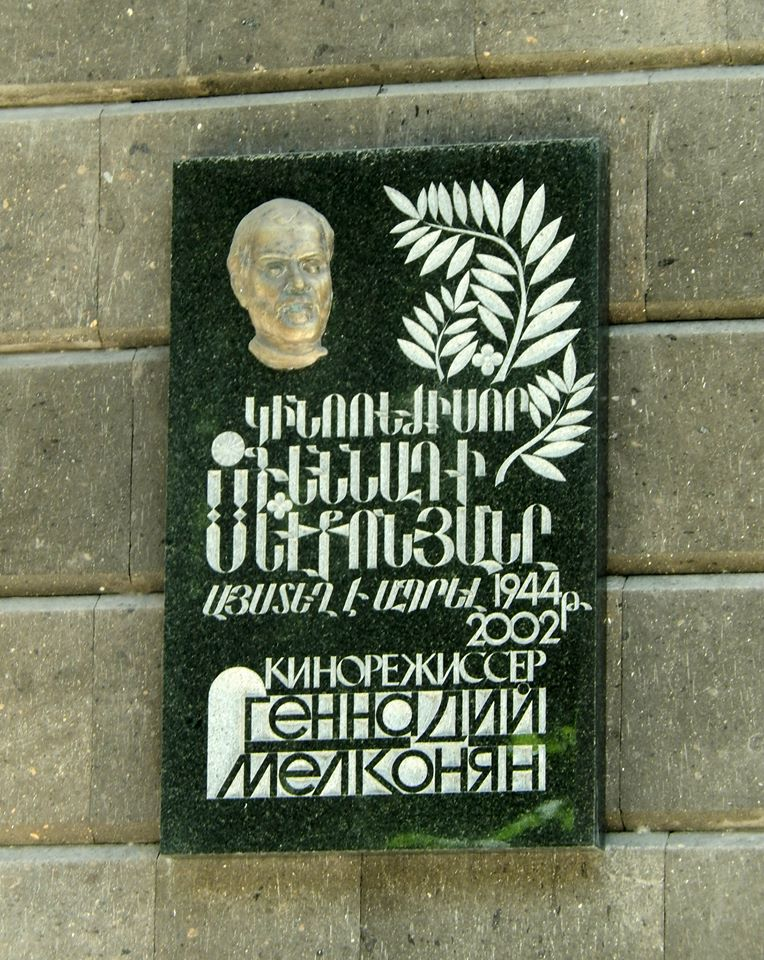